# Urbina de Basabe
Urbina de Basabe es una localidad del concejo de Marinda, que está situado en el municipio de Cuartango, en la provincia de Álava, España. 

## Toponimia
En 1257 aparece documentado como Uruina. En 1696 como Vrbina de Basabe."Urbina" puede derivar del término "ur" en euskera, que significa "agua", lo que sugiere que la zona podría haber sido cercana a fuentes o corrientes de agua. "Basabe", podría estar relacionado con el término "baso" o "basabe", que quiere decir "bosque" o "lugar de bosques". Así, el nombre del pueblo podría ser "lugar junto al agua en el bosque".

## Despoblado
Forma parte del concejo el despoblado de:
- Tres Quintanas.[3]

## Historia
Hacia mediados del siglo XIX, el lugar, ya por entonces perteneciente a Cuartango, tenía contabilizada una población de 145 habitantes. Aparece descrito en el decimoquinto volumen del Diccionario geográfico-estadístico-histórico de España y sus posesiones de Ultramar de Pascual Madoz con las siguientes palabras:

URBINA DE BASABE: l. del ayunt. de Cuartango en la prov. de Alava (á Vitoria 4 1/2 leg.), part. jud. de Añana (3 1/2), aud. terr. de Búrgos (20), c. g. de las Provincias Vascongadas, dióc. de Calahorra (21): sit. en un barranco, clima saludable; reinan los vientos N., S. y O., y se padecen fiebres pútridas y catarrales. Tiene 5 casas; una muy ant., que llaman Palacio, propiedad del marqués de Urbina; igl. parr. (Santiago) servida por un beneficiado, y para el surtido del pueblo una fuente dentro y dos fuera, de aguas comunes. El térm. confina N. y E. sierra de Arcamo; S. Santa Eulalia, y O. Merinda y Villamanca; comprendiendo dentro de su circunferencia bastante monte poblado de hayas y pinos. El terreno es de inferior calidad y de poca miga; en sus vertientes se forma un arroyo de poco caudal, que toma mas adelante el nombre de r. Bayas. caminos: los que dirigen á los pueblos limítrofes en regular estado; el correo se recibe de Orduña.prod.: trigo, avena, alholva y titos; cria de ganado de toda especie; caza de garduñas, raposos, ardillas y  perdices. pobl.: 5 vec., 34 alm. contr. con su ayunt. (V.). Es patria del célebre capitan Juan de Urbina.
(Madoz, 1849, p. 221)

En 2022, tenía empadronados cuatro habitantes.

## Demografía
| Gráfica de evolución demográfica de Urbina de Basabe entre 2000 y 2017 |
|                                                                        |
| Población de derecho según los censos de población del INE.            |

## Cultura

### Patrimonio material
- La Casa Torre de Urbina de Basabe guarda el testimonio más antiguo de la única batalla romana en Euskadi, la Batalla de Andagoste. Este edificio, viejo hogar del linaje alavés Urbina y Ortiz de Urbina, fue un centro medieval que cumplía funciones administrativas, religiosas y residenciales.[2]
- Iglesia de Santiago.[4]